# Cherbonnières
Cherbonnières é uma comuna francesa na região administrativa da Nova Aquitânia, no departamento de Charente-Maritime. Estende-se por uma área de 16,58 km². Em 2010 a comuna tinha 334 habitantes (densidade: 20,1 hab./km²).